# Serafin (Szarapow)
Serafin, imię świeckie: Aleksiej Siergiejewicz Szarapow (ur. 31 stycznia?/12 lutego 1878 w Krutym, zm. 22 sierpnia 1959 w Poczajowie) – rosyjski biskup prawosławny. 

## Życiorys
Urodził się w rodzinie psalmisty cerkiewnego. Ukończył seminarium duchowne w Orle, następnie zaś Moskiewską Akademię Duchowną, w której w 1904 uzyskał tytuł kandydata nauk teologicznych. Osiem lat później uzyskał tytuł magistra teologii na podstawie pracy poświęconej drugiej księdze Ezdrasza. Wcześniej, w 1904, został wyznaczony do pracy w charakterze inspektora w seminarium duchownym w Charkowie. Od 1906 do 1909 wykładał w seminarium w Kamieńcu Podolskim. Od 1912 kierował instytutem nauczycielskim w Wołogdzie. Do 1943 kontynuował pracę jako nauczyciel w technikum pedagogicznym w Jelcu, szkole pedagogicznej w Biełgorodzie oraz w technikum leśnym w Czugujewo-Bobczińsku. 
W 1943, po śmierci żony, przyjął święcenia kapłańskie i służył przez trzy lata w eparchiach połtawskiej i charkowskiej. 6 sierpnia 1946 złożył wieczyste śluby mnisze, zaś 7 kwietnia został archimandrytą. 14 kwietnia 1946 został biskupem rostowskim i taganroskim; w czasie jego chirotonii jako konsekratorzy wystąpili patriarcha moskiewski i całej Rusi Aleksy I, biskup izmaelski i biełgorodzki Maksym oraz biskup możajski Makary. Od 1947 do 1952 sprawował urząd biskupa uljanowskiego i mielekieskiego, zaś od 1952 do 1958 kierował eparchią połtawską. W 1958 z powodu złego stanu zdrowia odszedł w stan spoczynku i zamieszkał w Ławrze Poczajowskiej, gdzie rok później zmarł. 